# Runner3
Runner3 es un videojuego de plataformas rítmico desarrollado por Choice Provisions. Una secuela de Bit.Trip Presents... Runner2: Future Legend of Rhythm Alien, Runner3 es parte de la serie Bit.Trip, protagonizada por CommanderVideo. El juego fue lanzado el 22 de mayo de 2018 para Microsoft Windows, macOS y Nintendo Switch, y el 13 de noviembre de 2018 para PlayStation 4.

## Jugabilidad
Runner3 es un videojuego de plataformas rítmico en donde los jugadores asumen el rol de CommanderVideo, el protagonista de la serie Bit.Trip. Al igual que en los dos juegos previos de Runner, CommanderVideo avanza de forma automática y el jugador controla acciones como saltar, deslizar, patear obstáculos y recolectar ítems. Muchos de los objetos del juego aparecen en sincronía con la música del nivel, fomentando al jugador a mantener el ritmo.
Existen objetos opcionales coleccionables dispersos por todos los niveles, siendo las barras de oro los más comunes. Existe una cantidad fija de oro en cada nivel, y cada barra recolectada incrementará el puntaje del jugador. Uno de los coleccionables más importantes son las mejoras de modo, un objeto menos común en los tres juegos de la serie que progresa la música del nivel, permitiendo al jugador alcanzar un puntaje mayor. Los cinco modos de Runner3 (Hyper, Mega, Super, Ultra y Extra) se mantienen iguales que en los juegos previos, empezando desde Hyper y subiendo un nivel a la vez por cada mejora de modo recolectada. En particular, en los anteriores juegos Runner, la mejora de modo aparecía como un símbolo de más 3D rojo; en Runner3, como una casetera azul. Runner3 también incluye un nuevo tipo de coleccionable, las gemas, que pueden encontrarse en caminos alternativos más difíciles que obligan al jugador a evitar las barras de oro, exigiendo terminar el nivel varias veces para ser completado del todo. Cada gema solo puede ser recogida una vez, y se utilizan para desbloquear cosméticos.
Runner3 introduce nuevas mecánicas como los vehículos y el doble salto. Mientras que los otros juegos Runner separaban los niveles en diferentes rutas saltando a una plataforma o deslizándose por debajo de ella, Runner3 presenta caminos alternos que se abren a un costado, permitiendo al jugador seleccionar el camino simplemente pulsando una dirección. El juego también cuenta con misiones secundarias llamadas Hero Quests, en las cuales CommanderVideo se detiene para poder interactuar con personajes no jugables que podrán pedirle, por ejemplo, recolectar ítems específicos en ciertos niveles. Completar estas misiones desbloqueará personajes jugables nuevos. Además de personajes de juegos pasados de la serie Bit.Trip, Runner3 incluye versiones jugables de Shovel Knight del juego del mismo nombre, Eddie Riggs de Brütal Legend, y el narrador, que es una caricatura del actor de voz Charles Martinet.
Existen 27 niveles principales, cada uno conteniendo caminos ramificados, coleccionables y secretos, y los tres mundos principales Foodland, Spookyland y Machineland, con diferentes paisajes temáticos entre cada mundo.

### Desafíos retro
Cada juego de la serie Runner ha tenido desafíos retro como contenido adicional para los jugadores que busquen un desafío. En los dos juegos previos, los niveles retro consisten de pequeños niveles basados en juegos antiguos, y utilizan las mismas mecánicas del juego base, encargando recolectar barras de oro. En Runner3 los desafíos son mucho más distintos que el juego regular, otorgándole al jugador el control absoluto del movimiento de CommanderVideo, volviéndose un plataformero más tradicional. Cada nivel retro posee cinco «monedas Gildan» que podrán intercambiarse por cosméticos extra en una tienda dentro del juego.

## Desarrollo
Runner3 está desarrollado por el estudio de desarrollo Choice Provisions. Un punto central en el diseño de Runner3 fue crear una experiencia gratificante y disfrutable de jugar en cualquier dificultad. El cofundador de Choice Provisions, Alex Neuse, enfatizó que muchos juegos recompensaban únicamente a los jugadores más dedicados, y ofrecían una experiencia menos gratificante si se jugaba en menor dificultad. El actor de voz Charles Martinet volvió como narrador en Runner3 y tuvo una aparición jugable.

## Lanzamiento
Runner3 fue anunciado en septiembre de 2016. En febrero de 2017, Nintendo reveló que Runner3 sería lanzado en la consola Nintendo Switch en la segunda mitad de 2017. No obstante, en agosto de 2017, Choice Provisions anunció que el juego no sería lanzado hasta el 2018. Una versión física de Runner3 fue anunciada por Nicalis el 13 de diciembre de 2017. El juego fue lanzado en Steam y Nintendo Switch el 22 de mayo de 2018.
Tras su lanzamiento, Choice Provisions anunció mejoras para el juego, incluyendo características como densidad de enemigos, más puntos de control, ayuda en las escaleras, un contador de golpes, barras de oro y gemas.

## Recepción
La versión de Nintendo Switch recibió un 73/100, mientras que la versión de PC recibió un 78/100, de acuerdo con el sitio web agregador de reseñas Metacritic.
Kevin Tucker de Shacknews, quien reseñó la versión de Steam, le otorgó un 9 de 10.
Seth Macy de IGN criticó los gráficos «desactualizados» y la repetitividad de los niveles, dándole un 7 de 10.